# Marta Bijan
Marta Bijan (Sosnowiec, 6 aprile 1996) è una cantante polacca.

## Biografia
Marta Bijan ha iniziato ad esibirsi a concorsi canori quando aveva 4 anni, sia come solista che come parte del gruppo di bambine Mini-Babki. È salita alla ribalta al grande pubblico nel 2014 con la sua partecipazione alla quarta edizione della versione polacca del talent show The X Factor, arrivando in finale e piazzandosi seconda. Dopo la conclusione del programma ha cantato a vari festival in giro per la Polonia, fra cui la serie di concerti estiva Projekt Plaża organizzata da TVN.
Nel 2015 ha pubblicato il suo singolo di debutto Poza mną, seguito nel 2016 da Mówiłeś, che ha ottenuto un disco d'oro dalla Związek Producentów Audio-Video con oltre 10 000 copie vendute a livello nazionale. I due brani, oltre ad altri tre singoli, sono contenuti nell'album di debutto di Marta Bijan, Melancholia, che è uscito nel settembre del 2018 e che ha debuttato alla 29ª posizione della classifica polacca.

## Discografia

### Album in studio
- 2018 – Melancholia
- 2021 – Sztuka płakania

### Singoli
- 2015 – Poza mną
- 2016 – Mówiłeś
- 2016 – Śpiąca królewna
- 2018 – Lot na Marsa
- 2018 – Nasze miejsce
- 2020 – Szczelina
- 2021 – Disneyend
- 2021 – Piosenka o końcu
- 2021 – Lato smakuje (inaczej)